# Sequoies de la Torre del Remei
Les Sequoies de la Torre del Remei (Sequoiadendron giganteum) són un conjunt de sequoies gegants que es troba a la Torre del Remei (Bolvir, la Baixa Cerdanya), el qual és remarcable per la seua monumentalitat i espectacle visual.

## Dades descriptives
- Perímetre del tronc a 1,30 m: 7,24 m.
- Perímetre de la base del tronc: 9,43 m.
- Alçada: 35,73 m.
- Amplada de la capçada: 15,27 m.
- Altitud sobre el nivell del mar: 1.149 m.[1]

## Entorn
Formen part d'un jardí de base renaixentista ubicat a dins de l'hotel Torre del Remei. Actualment, mostra un toc afrancesat i un aspecte molt cuidat. Hi trobem força diversitat d'espècies, de formes diferents i tons cromàtics que mostren el pas de les estacions: cedre del Líban, til·ler, faig, poll negre, castanyer d'Índia, libocedre, parra verge, heura i gerani. Faunísticament, hi trobem el gaig, la gralla, la mallerenga d'aigua i l'esquirol.

## Aspecte general
Fa uns anys n'eren cinc, però avui dia en queden vives quatre, de les quals una està molt malament (les altres tres estan bé). És probable que tinguin algun problema radicular, ja que quan es va remodelar el jardí de l'hotel, fa uns quants anys, van fer moviments de terra que van afectar les arrels dels arbres, especialment, del que presenta pitjor estat.

## Accés
Des de Puigcerdà cal prendre la carretera N-260 en direcció a Bolvir i, al punt quilomètric 182,5, trenquem a la dreta, cap al Remei. Al final del camí ens trobarem davant l'hotel, on no es pot aparcar i on hem de demanar autorització per accedir als jardins. GPS 31T 0408792 4697051.